# Zygmunt Szendzielarz

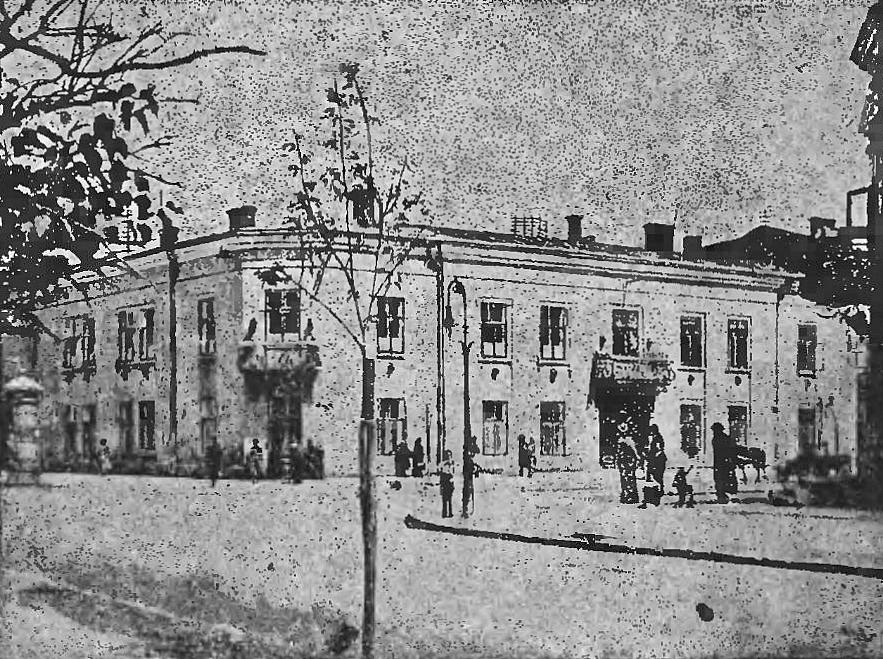
Budynek główny II Gimnazjum w Stryju ok. 1931

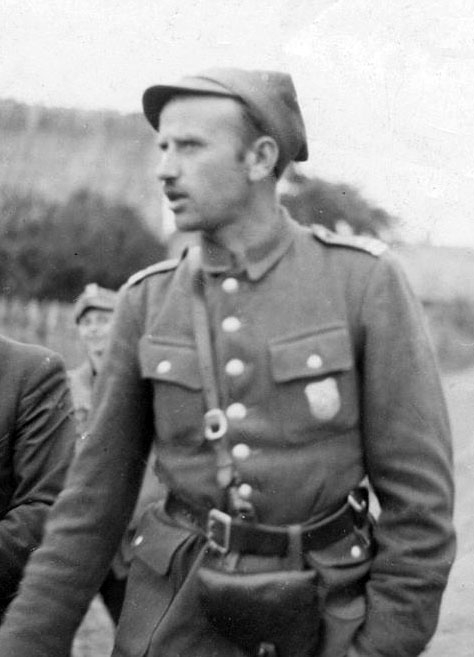
Zygmunt Szendzielarz – dowódca oddziału partyzanckiego

Zygmunt Edward Szendzielarz, ps. „Łupaszko”, „Łupaszka” i „Łopaszko”  (ur. 12 marca 1910 w Stryju, zm. 8 lutego 1951 w Warszawie) – major kawalerii Wojska Polskiego i Armii Krajowej. Dowódca 5 Wileńskiej Brygady AK.

## Życiorys

### Dzieciństwo i młodość
Był najmłodszym synem Karola (1863–1931), urzędnika kolejowego i Eufrozyny z Osieckich (1870–1953). Miał pięciu braci: Jana Franciszka (1892–1955), Adama Stefana (1894–1943), Rudolfa Franciszka (ok. 1899–1919), Mariana (1902–1964) i Edwarda oraz dwie siostry: Stefanię (1890–1968) i Józefę Marię (1897–1981). Bracia Marian i Rudolf walczyli w obronie Lwowa (1918–1919). Rudolf poległ. Marian odznaczony Virtuti Militari był rotmistrzem 20 pułku ułanów, jeńcem Oflagu VII A Murnau. Adam został zamordowany przez Niemców za przynależność do Armii Krajowej. Józefa była nauczycielką w szkole powszechnej na wsi w pobliżu Lwowa, zamężna za Stanisławem Kruczkowskim.
Zygmunt początkowo uczył się w gimnazjum we Lwowie, a następnie w Stryju. Był uczniem II Państwowego Gimnazjum w Stryju do 19 września 1931 w VIII klasie na początku roku szkolnego 1931/32.
Od 14 listopada 1931 do 12 sierpnia 1932 był słuchaczem Kursu Unitarnego w Szkole Podchorążych Piechoty w Ostrowi Mazowieckiej. Po ukończeniu kursu i awansie na kaprala podchorążego kontynuował naukę w Szkole Podchorążych Kawalerii w Grudziądzu (od 1 października 1932 do 5 sierpnia 1934). 4 sierpnia 1934 Prezydent RP mianował go podporucznikiem ze starszeństwem z dniem 15 sierpnia 1934 roku i 68. lokatą w korpusie oficerów kawalerii. Po promocji przydzielony został do 4 pułku ułanów w Wilnie na stanowisko dowódcy plutonu. Na stopień porucznika został mianowany ze starszeństwem z 19 marca 1938 i 69. lokatą w korpusie oficerów kawalerii, jednocześnie obejmując dowództwo 2. szwadronu. W okresie służby wojskowej por. Szendzielarz brał udział w licznych zawodach hippicznych, zajmując wysokie miejsca.
28 stycznia 1939 roku w kościele pw. św. Ignacego Loyoli w Wilnie ożenił się z Anną Swolkień herbu Pomian, córką Konstantego Swolkienia herbu Pomian i Wandy Światopełk Mirskiej herbu Białynia, ziemian, właścicieli folwarku i dworu w Szajkunach, później kurierką AK, aresztowaną w 1943 i wywiezioną na roboty przymusowe do Rzeszy, zginęła 24 lutego 1945 w wymianie strzałów w Wagenschwend. Mieli córkę Barbarę (ur. 16 listopada 1939, zm. 30 marca 2012).

### Udział w kampanii wrześniowej 1939
Uczestniczył w kampanii wrześniowej jako dowódca 2. szwadronu w 4 pułku ułanów. Z 9 na 10 września pułk został rozbity, a Szendzielarz na czele 2 szwadronu przeprawiwszy się bez strat przez Wisłę na północ od Magnuszewa dołączył 13 września do pododdziałów ppłk. Święcickiego. Następnego dnia podporządkowano je dowódcy kombinowanej Brygady Kawalerii pod dowództwem płk. Adama Zakrzewskiego. Szwadron por. Szendzielarza stoczył wówczas walki na szlaku od Lubartowa do Majdanu Sopockiego, gdzie następnie wszedł w skład GO Kawalerii gen. Władysława Andersa jako pododdział Kresowej Brygady Kawalerii. Wszystkie te oddziały przebijały się na Węgry, zostały jednak rozbite przez Niemców 26 września. Resztki z por. Szendzielarzem dołączyły do Nowogródzkiej Brygady Kawalerii, która także szła w kierunku Węgier. Następnego dnia gen. Anders – wobec przeważających sił niemieckich i sowieckich – rozwiązał swoje oddziały i nakazał przebijać się małymi grupami na Węgry. Szendzielarz dostał się wówczas do niewoli niemieckiej, z której po kilku dniach uciekł i przedostał się do Lwowa, gdzie mieszkała jego matka.

### Początkowa działalność w konspiracji w ramach ZWZ-AK
Po zakończeniu działań wojennych próbował dostać się przez Węgry do Francji, do odtwarzanego Wojska Polskiego, ale przekroczenie granicy w Karpatach nie powiodło się. Wobec tego 16 listopada 1939 wrócił do Wilna, znajdującego się od 28 października 1939 pod okupacją litewską, zamierzając poprzez Litwę wyjechać za granicę.
Po kilkukrotnych niepowodzeniach włączył się do pracy konspiracyjnej w Wilnie w ramach Związku Walki Zbrojnej. W literaturze przedmiotu istnieją rozbieżności co do momentu rozpoczęcia przez niego działalności konspiracyjnej – podawane są daty: koniec roku 1939, początek 1940 bądź 1941, przy czym za najbardziej prawdopodobny uznaje się kwiecień-maj 1940. W konspiracji Szendzielarz działał początkowo w strukturach tzw. Kół Pułkowych, jednej z licznych w tym czasie grup konspiracyjnych, przyjmując pseudonim „Łupaszko” (po słynnym zagończyku z okresu wojny polsko-bolszewickiej (1919-20) ppłk. Jerzym Dąbrowskim). Organizacja miała charakter kadrowy. W dniu 28 grudnia 1939 roku Koła Pułkowe weszły w skład SZP-ZWZ. We wrześniu 1940, już po okupacji Litwy przez Armię Czerwoną (15 czerwca 1940) i wcieleniu jej 3 sierpnia 1940 do ZSRR, Komenda Związku Walki Zbrojnej w Wilnie dokonała podziału organizacji na rodzaje broni, tworząc m. in. Wileński Pułk Ułanów Śmierci, jako kontynuację Wileńskiej Brygady Kawalerii. Jednostka ta była podzielona na trzy szwadrony, które nosiły nazwy przedwojennych pułków Wileńskiej Brygady Kawalerii. Por. Szendzielarz stanął najprawdopodobniej na czele jednego z tych szwadronów. Po ataku III Rzeszy na ZSRR 22 czerwca 1941 i rozpoczęciu niemieckiej okupacji Wileńszczyzny (Wilno zostało zajęte przez Wehrmacht 24 czerwca 1941) Szendzielarz przeszedł pod koniec 1941 do komórki dalekiego wywiadu wschodniego ZWZ-AK, gdzie służył przez cały rok 1942. Organizował wówczas siatkę wywiadowczą na linii kolejowej Wilno – Podbrodzie – Ryga. Od początku roku 1942 do sierpnia 1943 przebywał w majątku rodzinnym swojej żony w Szajkunach. Po tym okresie zaangażował się całkowicie w konspirację.

### Na czele 5 Wileńskiej Brygady AK

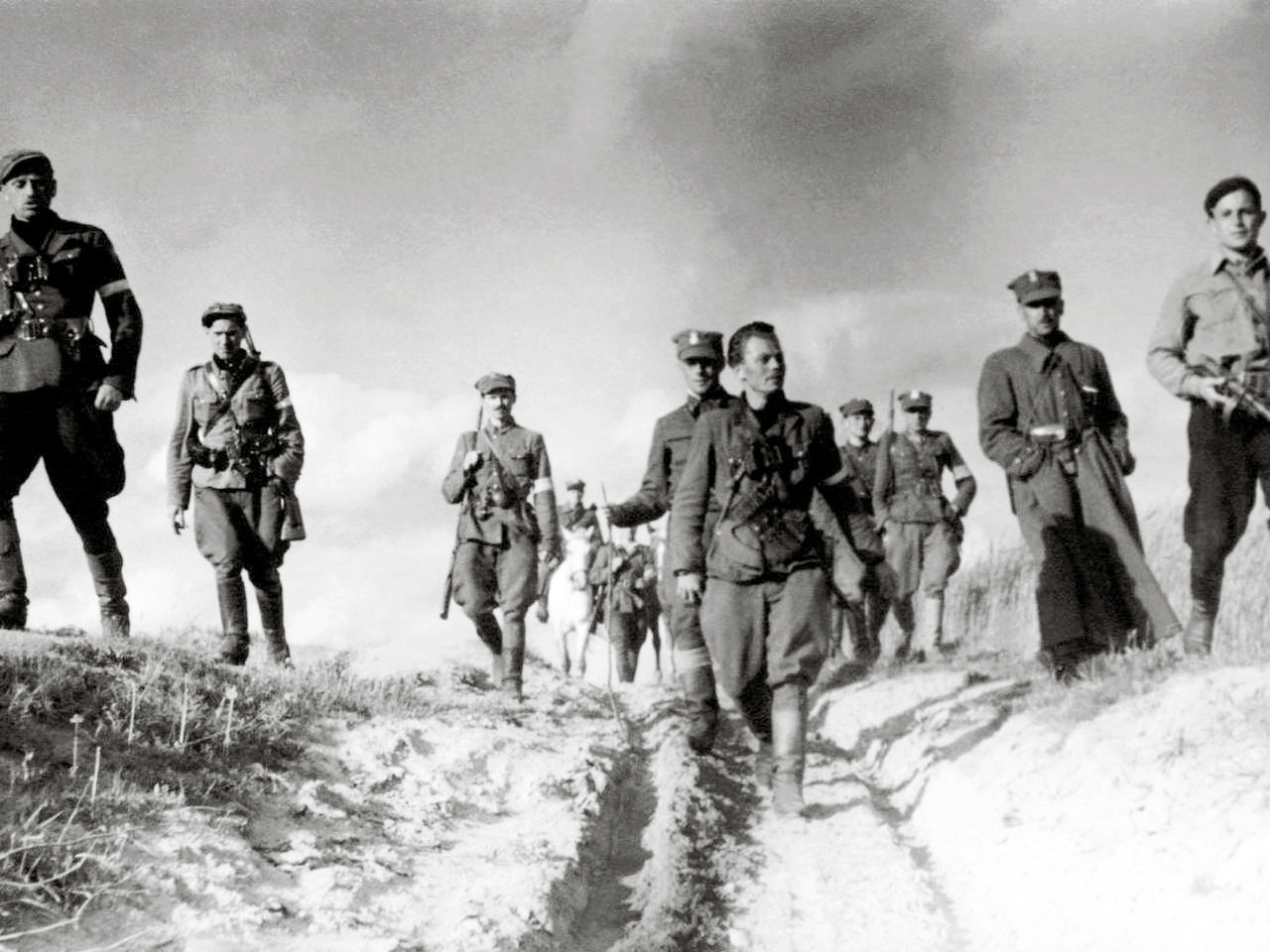
5 Wileńska Brygada Armii Krajowej w marszu. Od lewej: rtm. Zygmunt Szendzielarz – „Łupaszka”, kapelan – ks. Aleksander Grabowski „Ksiądz Ignac” (piąty z lewej), dowódca 1 kompanii 5 Brygady – ppor. Wiktor Wiącek „Rakoczy” (szósty z lewej), por. Grabowski „Pancerny” (dziewiąty z lewej) i ppor. Sergiusz Sprudin – fotoreporter z Komendy Okręgu Wileńskiego AK

W kwietniu lub maju 1943 roku znalazł się w bezpośredniej dyspozycji Komendy Okręgu Wileńskiego AK, która pod koniec sierpnia tego roku oddelegowała go na dowódcę do pierwszego oddziału partyzanckiego AK na Wileńszczyźnie, dowodzonego wcześniej przez ppor. Antoniego Burzyńskiego ps. „Kmicic”. 26 sierpnia, podczas uzgadniania szczegółów dotyczących wspólnej akcji oddziału „Kmicica” i dowodzonej przez Fiodora Markowa Brygady im. Woroszyłowa na Miadzioł, w bazie partyzantki sowieckiej doszło do rozbrojenia i aresztowania sztabu „Kmicica”. Porucznik Burzyński został zamordowany, a jego partyzantów przesłuchano i podzielono na trzy grupy, z których jedną, 50-osobową, rozstrzelano. Na przełomie września i października 1943 roku oddział por. Szendzielarza liczył już ok. 100 ludzi. Przyjął on nazwę 5 Wileńskiej Brygady AK, zwanej też nieoficjalnie „Brygadą Śmierci”. Brygada operowała na terenie na północny wschód od Wilna. Prowadziła ona walki zarówno z Niemcami i ich litewskimi sojusznikami, jak też partyzantką sowiecką. 25 stycznia 1944 por. Szendzielarz uczestniczył w rozmowach we wsi Swejginie między przedstawicielami Okręgu Wileńskiego AK (w tym występującego incognito ppłk. Aleksandra Krzyżanowskiego) i niemieckich władz wojskowych. W kolejnych rozmowach z Wehrmachtem w lutym 1944 w Wilnie nie brał już udziału. Mimo to w okresie powojennym niektórzy emigracyjni publicyści i komuniści w kraju oskarżali go o kolaborację z Niemcami.
Na początku kwietnia 1944 roku, po odprawie w komendzie Okręgu, został przypadkowo aresztowany u swojej teściowej przez Saugumę (litewską policję polityczną), która przekazała go władzom niemieckim. Niemcy zaproponowali mu wówczas zaprzestanie walk i wspólną akcję przeciwko sowieckiej partyzantce, a w zamian dostawy uzbrojenia. Por. Szendzielarz odmówił, zasłaniając się brakiem pełnomocnictw do czynienia tego typu ustaleń. Pod koniec kwietnia został zwolniony, najprawdopodobniej przez samych Niemców, którzy potraktowali ten gest jako akt dobrej woli wobec komendy Okręgu, mając nadzieję na nawiązanie ponownych kontaktów. Pod koniec maja nastąpiło skoncentrowanie czterech brygad AK w celu utworzenia większych zgrupowań partyzanckich. Brygada „Łupaszki” weszła w skład Zgrupowania nr 2 Okręgu Wilno AK. W tym czasie por. Szendzielarz prawdopodobnie otrzymał awans do stopnia rotmistrza. Cała akcja związana była z przygotowaniami do zdobycia Wilna w ramach planowanej operacji Ostra Brama.

#### Zbrodnia w Dubinkach
Pododdziały dowodzonej przez Zygmunta Szendzielarza 5 Brygady przeprowadziły 23 czerwca 1944 roku w Dubinkach akcję odwetową  za dokonaną trzy dni wcześniej przez 3. kompanię 258. litewskiego rezerwowego batalionu Schutzmannschaft (kolaboracyjnej policji litewskiej) pacyfikację wsi Glinciszki, gdzie policjanci litewscy zamordowali 39 Polaków, w tym kobiety, starców i jedenaścioro dzieci. Działania sprowokowane były też serią mordów dokonanych przez formacje litewskie na ludności cywilnej w Pawłowie, Adamowszczyźnie i Sieńkowszczyźnie.
Istnieją wersje różniące się m.in. co do tego, które oddziały dokonały zabójstw w Dubinkach. Według pierwszej dowódca 5 Brygady Zygmunt Szendzielarz, po otrzymaniu meldunku o masakrze w Glinciszkach, samowolnie nakazał swoim żołnierzom dokonanie odwetu w Dubinkach, łamiąc tym samym rozkaz komendanta Okręgu Aleksandra Krzyżanowskiego „Wilka” z 12 kwietnia, zakazujący represji na ludności cywilnej. Jednocześnie „Wilk” nakazał mjr. Mieczysławowi Potockiemu „Węgielnemu” dokonanie bezkrwawego rajdu na przedwojenne terytorium Republiki Litewskiej (Litwę kowieńską), mającego być demonstracją siły polskich oddziałów. Według drugiej zabójstwa w Dubinkach były częścią tego rajdu, a wzięły w nim udział, prócz 5 Wileńskiej Brygady AK, także brygady „Narocz” i „Brasławska”. Dubinki stały się celem ataku, gdyż mieszkały w nich rodziny niektórych litewskich policjantów odpowiedzialnych za zbrodnię w Glinciszkach. Posiadając listy osób współpracujących z aparatem okupacyjnym, rozpoczęto akcję odwetową. W Dubinkach śmierć poniosło od 21 do 27 mieszkańców wsi, w tym kobiety i dzieci. Przy zwłokach pozostawiono pisma w języku polskim i litewskim informujące, że jest to odwet za zbrodnię w Glinciszkach.
Historycy spierają się co do liczby zabitych cywilów. Zdaniem Pawła Rokickiego w całej akcji odwetowej, obejmującej – obok Dubinek – Giże, Gorszwiany, Janiszki, Ołkuny, Reputany, Vymančiai, Zabelina i Zajeziorce, wynosiła ona 68 osób, z czego 75% stanowiły kobiety i dzieci. Zdaniem Patryka Kozłowskiego w Dubinkach zabito 27 osób. Według Pawła Rokickiego w osadzie wojskowej Dubinki śmierć poniosło prawdopodobnie 21 osób z sześciu gospodarstw.
W Dubinkach nie doszło do walk z litewską policją, ale polscy partyzanci wkraczając do wsi musieli przełamywać zbrojny opór. W opinii Pawła Rokickiego „ustalenia te nie pozostawiają wątpliwości, że akcja odwetowa 5. Brygady AK była zbrodnią wojenną na ludności cywilnej”. Według Olega Łatyszonka czyny „Łupaszki” kwalifikują go jako zbrodniarza wojennego. Kazimierz Krajewski i Grzegorz Wąsowski uważają tezy Pawła Rokickiego o osobistej odpowiedzialności por./mjr. Szendzielarza – „Łupaszki” za tendencyjne i przyjęte apriorycznie. Analogiczne stanowisko zajmuje Tomasz Łabuszewski.

#### Kwestia nieobecności w operacji Ostra Brama
Wkrótce, rozkazem pułkownika Aleksandra Krzyżanowskiego Wilka, brygada „Łupaszki” została przesunięta na inny teren i włączona w skład Zgrupowania nr 1 Okręgu Wilno AK. Na przełomie czerwca i lipca 1944 roku rozpoczęto wykonywanie akcji „Burza”, której ostatnim akordem miało być opanowanie Wilna. Ostatecznie Brygada nie wzięła w nim udziału. W literaturze przedmiotu przedstawiane są różne przyczyny tej nieobecności. „Łupaszko” zebrał dowódców swoich szwadronów, którym zakomunikował, iż nie ma zamiaru defilować przed Ruskimi w Wilnie. Trudno panowie, widocznie generał „Wilk” nie mógł inaczej. Oświadczam wam, że ja też inaczej nie mogę. (...) W tej defiladzie udziału nie weźmiemy. Dowódcy zwracam się do was (...) pójdźcie teraz do swoich ludzi i powtórzcie im to, co wam powiedziałem. Padły także, wtedy wielokrotnie cytowane słowa Szendzielarza: Niech mnie historia osądzi, ale nie chcę, żeby kiedykolwiek nasi żołnierze byli wieszani na murach i bramach Wilna. Sowieci po zdobyciu Wilna wspólnie z oddziałami Armii Krajowej pod pretekstem rozmów o współpracy małym nakładem sił aresztowali większość dowódców Wileńskiego Okręgu AK z płk Aleksandrem Krzyżanowskim na czele, paraliżując w ten sposób działanie polskich formacji wojskowych na tym obszarze. Biorące udział w walkach o Wilno oddziały AK, które nie zgodziły się na rozbrojenie, zostały zaatakowane przez Armię Czerwoną i zwarte formacje NKWD i w większości rozbite.

### Koniec działalności 5 Wileńskiej Brygady AK
W związku z zaistniałą sytuacją i dochodzącymi informacjami o tym, iż NKWD intensywnie poszukuje 5. Wileńskiej Brygady, „Łupaszko” dla zmylenia Sowietów nakazał zmianę dotychczasowej nazwy brygady i pseudonimów jej dowódców. Od tej pory w kontaktach z Armią Czerwoną oddział miał występować jako „Brygada Warszawska”, która zmierza na swoje macierzyste tereny, sam przyjął nowy pseudonim „Żelazny”, a jeden z dowódców szwadronów, dotychczas „Maks”, teraz nazywał się „Skalny”. Jeszcze tego samego dnia „Brygada Śmierci” została namierzona przez Sowietów. Dzięki kamuflażowi i ocenie dowódców oddziałowi udało się wymknąć. „Łupaszko” zmienił nieco trasę marszu i skierował 5. Brygadę na południe, w okolice Grodna. Pod koniec lipca 1944 roku Brygada, manewrując między oddziałami niemieckimi i sowieckimi, przeszła w lasy Puszczy Grodzieńskiej. Tam została otoczona przez Sowietów. Szendzielarz rozkazał rozformować oddział, a żołnierzom wrócić do domu lub przebijać się małymi grupami na zachód, do Lasów Augustowskich. Drugi wariant wybrała większość oficerów z dowódcą na czele. Formalne rozwiązanie 5 Wileńskiej Brygady AK nastąpiło 23 lipca 1944 roku w okolicy wsi Porzecze w Puszczy Grodzieńskiej.

### Ponowna organizacja Brygady i walki w ramach Okręgu Białystok

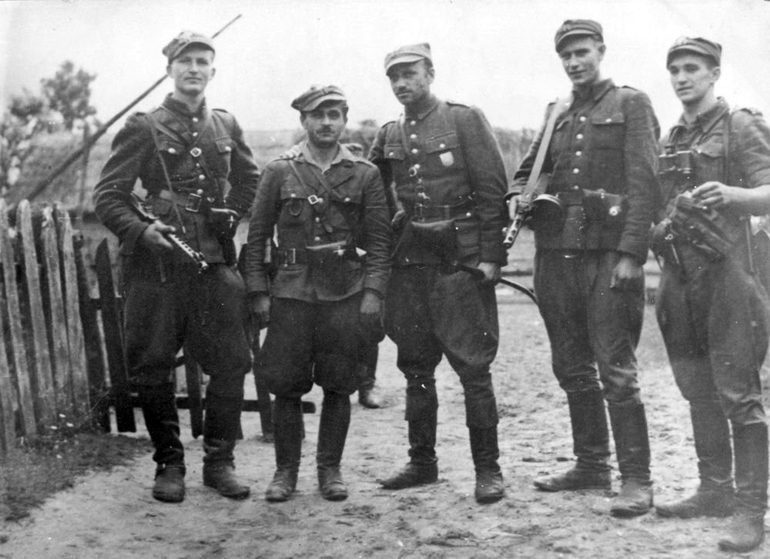
Żołnierze 5 Wileńskiej Brygady AK. Stoją od lewej: ppor. Henryk Wieliczko „Lufa”, por. Marian Pluciński „Mścisław”, mjr Zygmunt Szendzielarz „Łupaszko”, wachm. Jerzy Lejkowski „Szpagat”, por. Zdzisław Badocha „Żelazny”

Szendzielarz z resztkami Brygady podporządkował się 20 września 1944 roku komendantowi Okręgu Białostockiego AK ppłk. Władysławowi Liniarskiemu ps. „Mścisław”. Ten nakazał „Łupaszce” trwać w Puszczy Białowieskiej i organizować kadrowy oddział z rozbitków z nowogródzkich i wileńskich oddziałów AK. Na początku listopada 1944 roku do oddziału dołączył m.in. oficer BiP Okręgu Wileńskiego AK ppor. Lech Beynar ps. „Nowina”, późniejszy znany publicysta i historyk, piszący pod pseudonimem literackim „Paweł Jasienica”. 10 listopada Szendzielarz został awansowany przez ppłk. Liniarskiego do stopnia majora. Zimę przetrwał wraz z oddziałem na terenie Obwodu AK Bielsk Podlaski. Na przełomie stycznia i lutego 1945 roku podpułkownik Liniarski mianował „Łupaszkę” komendantem partyzantki Okręgu Białostockiego AKO, a 5 Wileńska Brygada stała się oddziałem dyspozycyjnym Komendy AKO.
W początkach kwietnia 1945 roku nastąpiła mobilizacja Brygady w okolicy wsi Oleksin w powiecie Bielsk Podlaski. Odtąd prowadzono walki z regularnymi oddziałami Armii Czerwonej i LWP, KBW, NKWD oraz grupami UB i MO. Szczególną uwagę zwracano na zabijanie agentów komunistycznych i członków PPR, którzy przez podziemie uważani byli za zdrajców. Rozbijano posterunki MO i urzędy gminne, urządzano zasadzki. W połowie maja 1945 roku Brygada liczyła ok. 200 ludzi i składała się z pięciu pododdziałów: trzech szwadronów, kompanii szturmowej i drużyny podoficerskiej. W pierwszych dniach września Szendzielarz otrzymał rozkaz rozformowania swojego oddziału, liczącego wówczas ok. 300 partyzantów, natomiast on sam podjął decyzję prowadzenia dalszej walki z komunistami.

### Wznowienie działalności na Pomorzu
W połowie września 1945 roku dotarł do Gdańska, gdzie zainstalował się ostatni komendant Okręgu Wileńskiego AK-DSZ ppłk Antoni Olechnowicz ps. „Pohorecki”. Do spotkania z nim doszło pod koniec października lub na początku listopada 1945 r. Mjr Szendzielarz otrzymał zadania propagandowe, które nie do końca mu odpowiadały. W celu zdobywania na nie środków finansowych uzyskał zgodę na utrzymywanie kilkuosobowych grup zbrojnych (tzw. patroli dywersyjnych), natomiast istnienie większych oddziałów partyzanckich zostało zakazane. Patrole dywersyjne rozpoczęły swoją działalność w połowie stycznia 1946 roku.
W tym czasie „Łupaszko” podjął także akcję propagandową, która polegała na redagowaniu, powielaniu i rozprowadzaniu ulotek o treści antykomunistycznej. Fragment ulotki z marca 1946 roku jego autorstwa: „...Nie jesteśmy żadną bandą, tak jak nas nazywają zdrajcy i wyrodni synowie naszej ojczyzny. My jesteśmy z miast i wiosek polskich [...] My chcemy, by Polska była rządzona przez Polaków oddanych sprawie i wybranych przez cały Naród, a ludzi takich mamy, którzy i słowa głośno nie mogą powiedzieć, bo UB wraz z kliką oficerów sowieckich czuwa. Dlatego też wypowiedzieliśmy walkę na śmierć lub życie tym, którzy za pieniądze, ordery lub stanowiska z rąk sowieckich, mordują najlepszych Polaków Domagających się wolności i sprawiedliwości.”
W II połowie stycznia na kolejnym spotkaniu z ppłk. A. Olechnowiczem „Łupaszko” uzyskał zgodę na utworzenie większego oddziału bojowego. Rozkazem nr 1 z 26 II powołał on do życia 6 Brygadę Wileńską (rejon działalności – Białostockie i Podlasie), natomiast rozkazem nr 2 z 14 IV odtworzył 5 Wileńską Brygadę pod swoim dowództwem, mającą działać na obszarze Pomorza oraz Warmii i Mazur. Na początku maja liczyła ona ok. 70 ludzi i była podzielona na trzy szwadrony (dowódcy: ppor. Zdzisław Badocha ps. „Żelazny”, ppor. Henryk Wieliczko ps. „Lufa” i ppor. Leon Smoleński ps. „Zeus”) oraz patrol żandarmerii. Na początku czerwca został utworzony kolejny szwadron. W ciągu 1946 roku stan osobowy 5 Brygady nie przekraczał liczby 80 partyzantów.

### Połączenie z 6 Brygadą
W połowie sierpnia 1946 wobec wzrostu siły oddziałów komunistycznych w terenie Szendzielarz podjął decyzję przejścia w Białostockie i połączenia się z 6 Brygadą. Najprawdopodobniej w grudniu mjr Szendzielarz otrzymał od ministra bezpieczeństwa publicznego Stanisława Radkiewicza list, w którym ten nakłaniał „Łupaszkę” do rozwiązania oddziałów, a w zamian obiecywał możliwość swobodnego opuszczenia Polski. Ponowne próby kontaktu ze strony MBP miały także miejsce w marcu i kwietniu 1947 roku.
Na początku 1947 roku przed wyborami do Sejmu szwadrony „Łupaszki” zostały zepchnięte do defensywy, atakując tylko od czasu do czasu. Pod koniec marca nastąpiła koncentracja oddziałów Brygady, podczas której mjr Szendzielarz zwolnił część swoich podkomendnych. Sam był ciągle gorącym zwolennikiem dalszego prowadzenia walki przeciw komunistom. Stan oddziału zmalał do ok. 40 ludzi. Ostatecznie po rozmowach z niektórymi byłymi podkomendnymi, m.in. z Lechem Beynarem (Pawłem Jasienicą), „Łupaszko” zaprzestał czynnej walki zbrojnej i postanowił powrócić do cywilnego życia.

### Próba powrotu do cywilnego życia

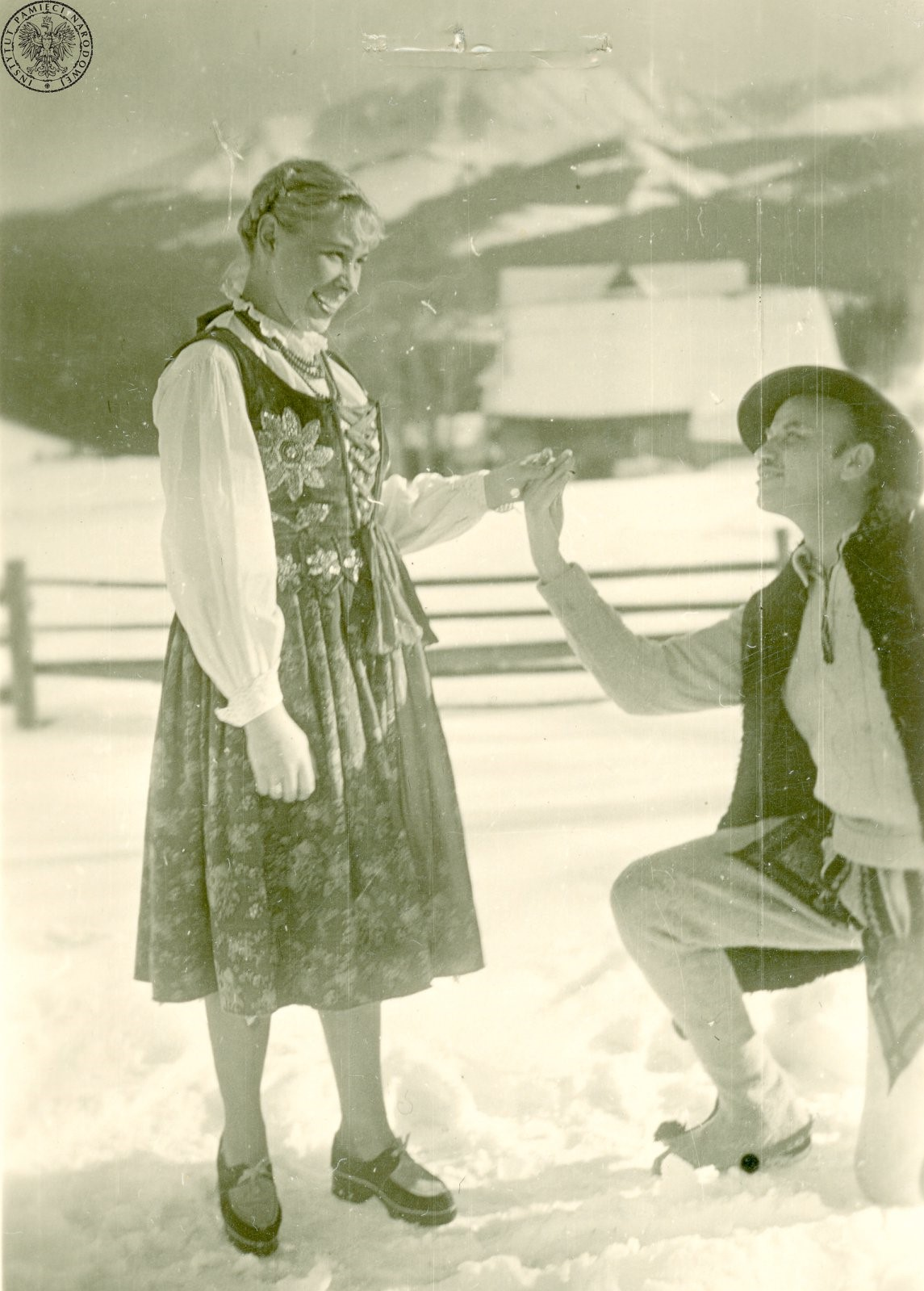
Lidia Lwow i Zygmunt Szendzielarz

Pod koniec kwietnia 1947 roku udał się na Śląsk, gdzie wspólnie z kilkoma towarzyszami ukrył się w Ścinawie Małej koło Prudnika. Następnie schronili się w młynie na uboczu wsi Królowe. Produkowali mąkę dla miejscowej ludności. Dowództwo polowe nad 6 Brygadą przekazał ppor. Władysławowi Łukasiukowi ps. „Młot”, sobie pozostawił natomiast ogólną komendę. W połowie maja przybył do niego ppłk Antoni Olechnowicz z rozkazem rozwiązania 6 Brygady. „Łupaszko” nie podjął jednak żadnych konkretnych działań. Lokatorzy młyna w Królowym zostali ostrzeżeni przez milicjanta, że komuniści wykryli ich kryjówkę i szykują na nich zasadzkę. Wobec zagrożenia aresztowaniem, w ciągu pół godziny pracownik młyna Zbigniew Urbański zawiózł Szendzielarza i Lwow na bryczce na stację kolejową w Racławicach Śląskich, skąd wyjechali do Zakopanego. Przez cały czas utrzymywał przez łączników kontakt z 6 Brygadą. Przekazywał „Młotowi” ogólne wytyczne dotyczące dalszej działalności bojowej oraz informował o sytuacji w kraju i rozkazach płynących z komendy Okręgu Wileńskiego AK.
W czerwcu 1948 roku UB rozpracowało i rozbiło Okręg Wileński AK. W rezultacie 30 czerwca 1948 roku w Osielcu pod Jordanowem Szendzielarz został aresztowany. Według relacji kapitana Edmunda Banasikowskiego UB wpadło na trop Szendzielarza, gdy podczas penetracji mieszkania Wandy Minkiewicz przechwyciło kartkę pocztową adresowaną z Poronina. Obława była ściśle utajniona i 30 czerwca UB pozornie szukało niezidentyfikowanego góralskiego rozbójnika. Gdy niczego niepodejrzewający Szendzielarz wyszedł przed swoją chatę, został natychmiast otoczony przez funkcjonariuszy bezpieki i aresztowany z partnerką Lidią Lwow.

### Więzienie i śmierć

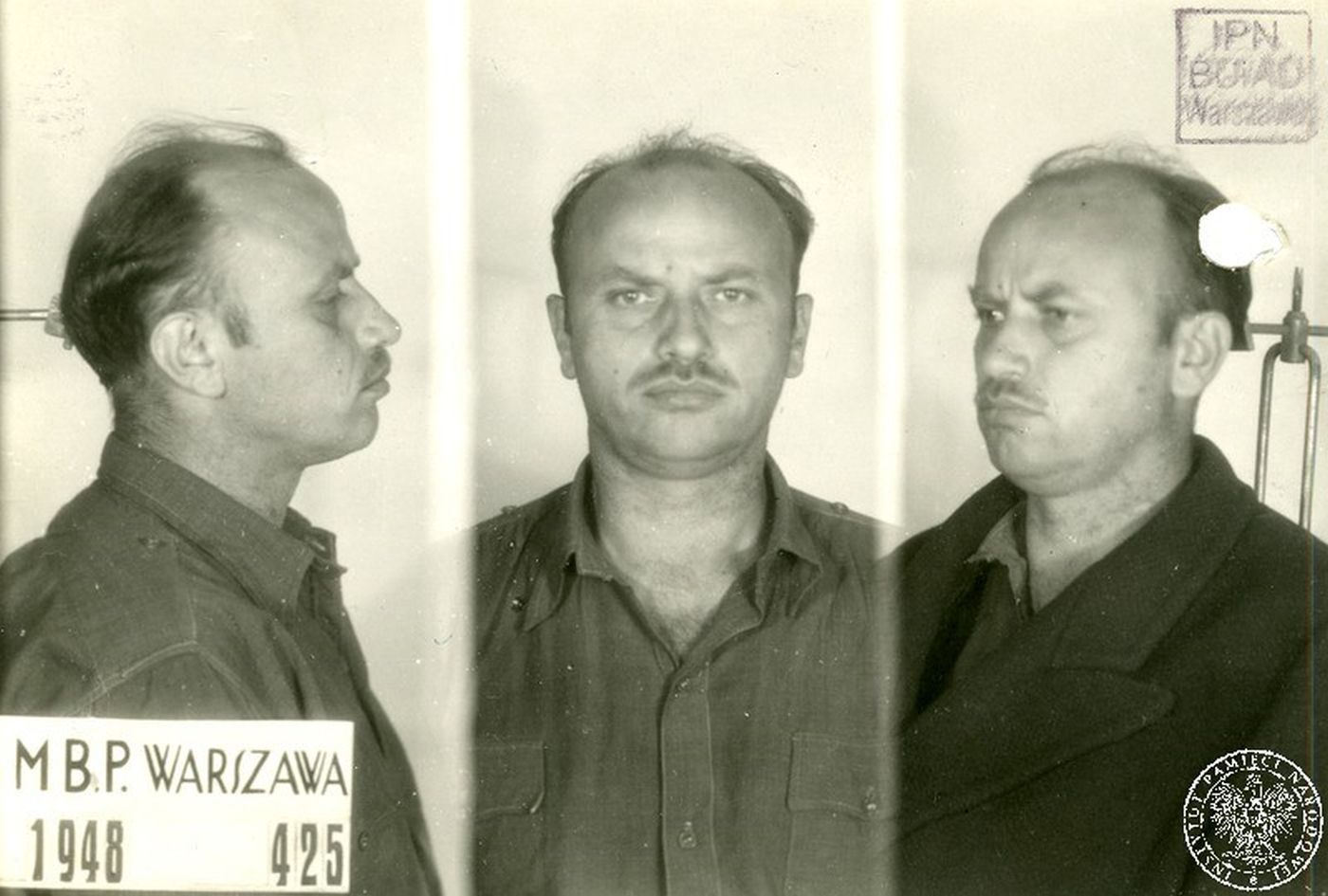
Zygmunt Szendzielarz po aresztowaniu 1948

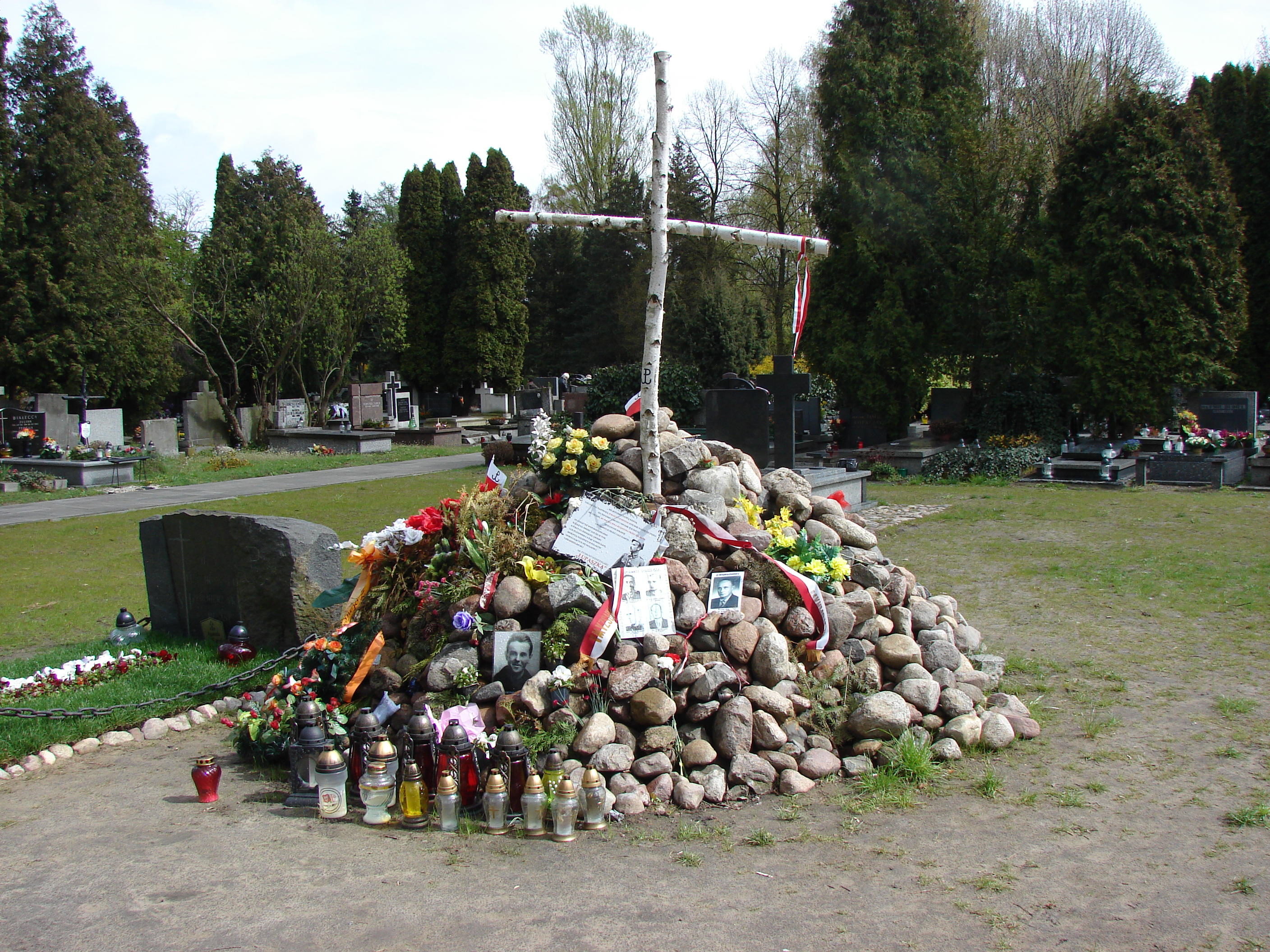
Tymczasowe miejsce pamięci w Kwaterze na Łączce

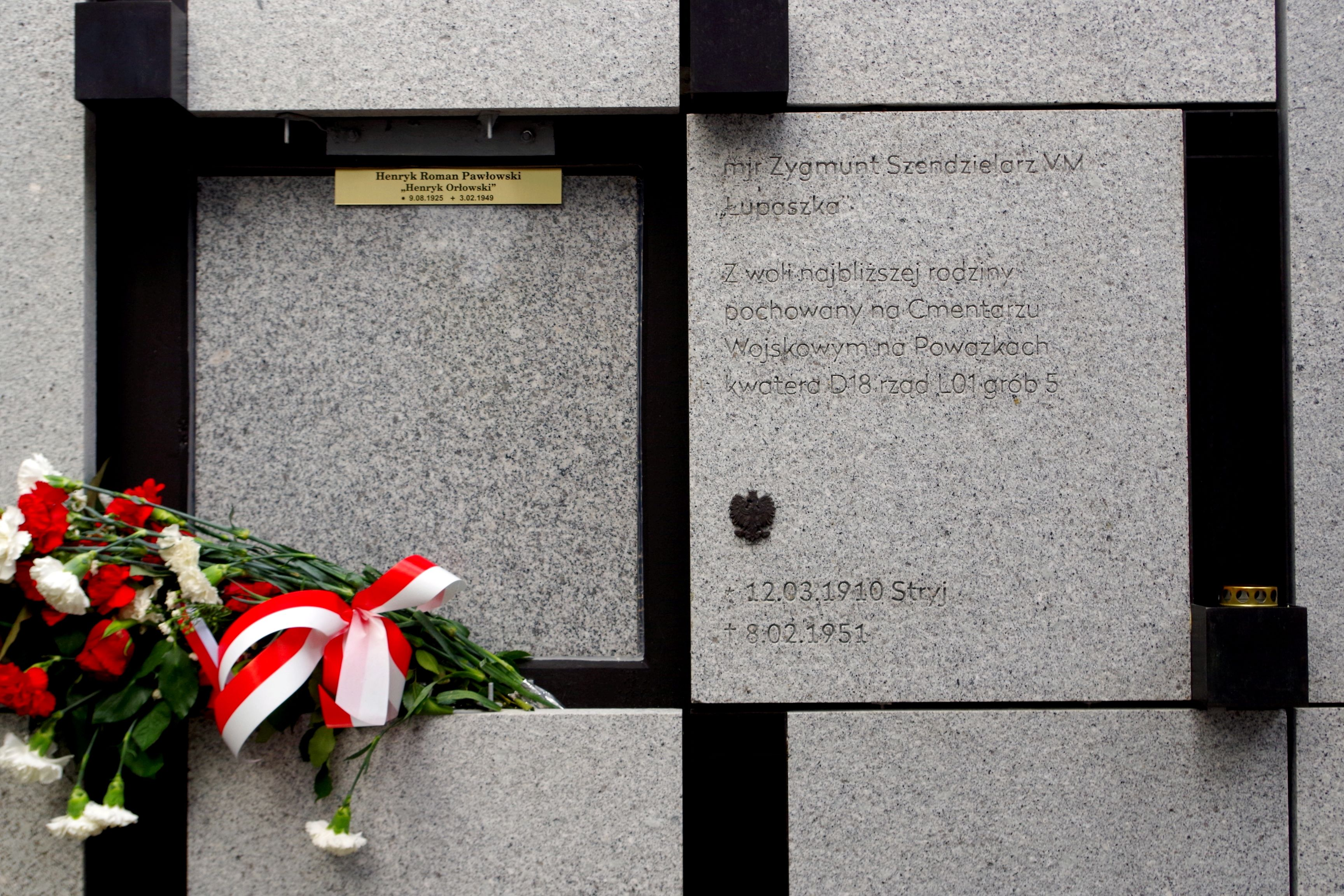
Symboliczny grób mjr Zygmunta Szendzielarza ps. „Łupaszka” w Panteonie – Mauzoleum Wyklętych-Niezłomnych na Cmentarzu Wojskowym na Powązkach w Warszawie.

Natychmiast po aresztowaniu, „Łupaszko” został przewieziony do Warszawy i osadzony w więzieniu mokotowskim przy ul. Rakowieckiej. Przebywał tam 2,5 roku, do śmierci, był torturowany. 23 października 1950 roku rozpoczął się proces byłych członków Okręgu Wileńskiego AK, w którym oskarżonymi byli:
- ppłk Antoni Olechnowicz
- kpt. Henryk Borowski ps. „Trzmiel”
- mjr Zygmunt Szendzielarz ps. „Łupaszko”
- ppor. Lucjan Minkiewicz ps. „Wiktor”
- Lidia Lwow ps. „Lala”
- Wanda Minkiewicz ps. „Danka”.

Szendzielarz nie zaprzeczał swojemu udziałowi w podziemiu antykomunistycznym ani nie poprosił o łaskę. Wszyscy mężczyźni zostali skazani 2 listopada 1950 r. przez sędziego Mieczysława Widaja na wielokrotną karę śmierci. Szendzielarz osiemnastokrotnie.
Wyrok wykonano 8 lutego 1951 roku w więzieniu na Mokotowie. Ciało zostało pochowane w tajemnicy w nieznanym przez lata miejscu.
Spośród jego podkomendnych śmierć ponieśli:
- ppor. Zdzisław Badocha ps. „Żelazny” – poległ w Czerninie koło Sztumu 28 czerwca 1946 roku
- ppor. Henryk Wieliczko ps. „Lufa” – zamordowany na zamku w Lublinie 14 marca 1949 roku
- sanitariuszka Danuta Siedzikówna ps. „Inka” – zamordowana w Gdańsku 28 sierpnia 1946 roku
- ppor. Feliks Selmanowicz ps. „Zagończyk” – zamordowany w Gdańsku 28 sierpnia 1946 roku
- kpr. Henryk Wojczyński ps. „Mercedes” – zmarł na skutek ran 30 października 1946 roku w Jełguniu

## Postać Szendzielarza w okresie powojennym

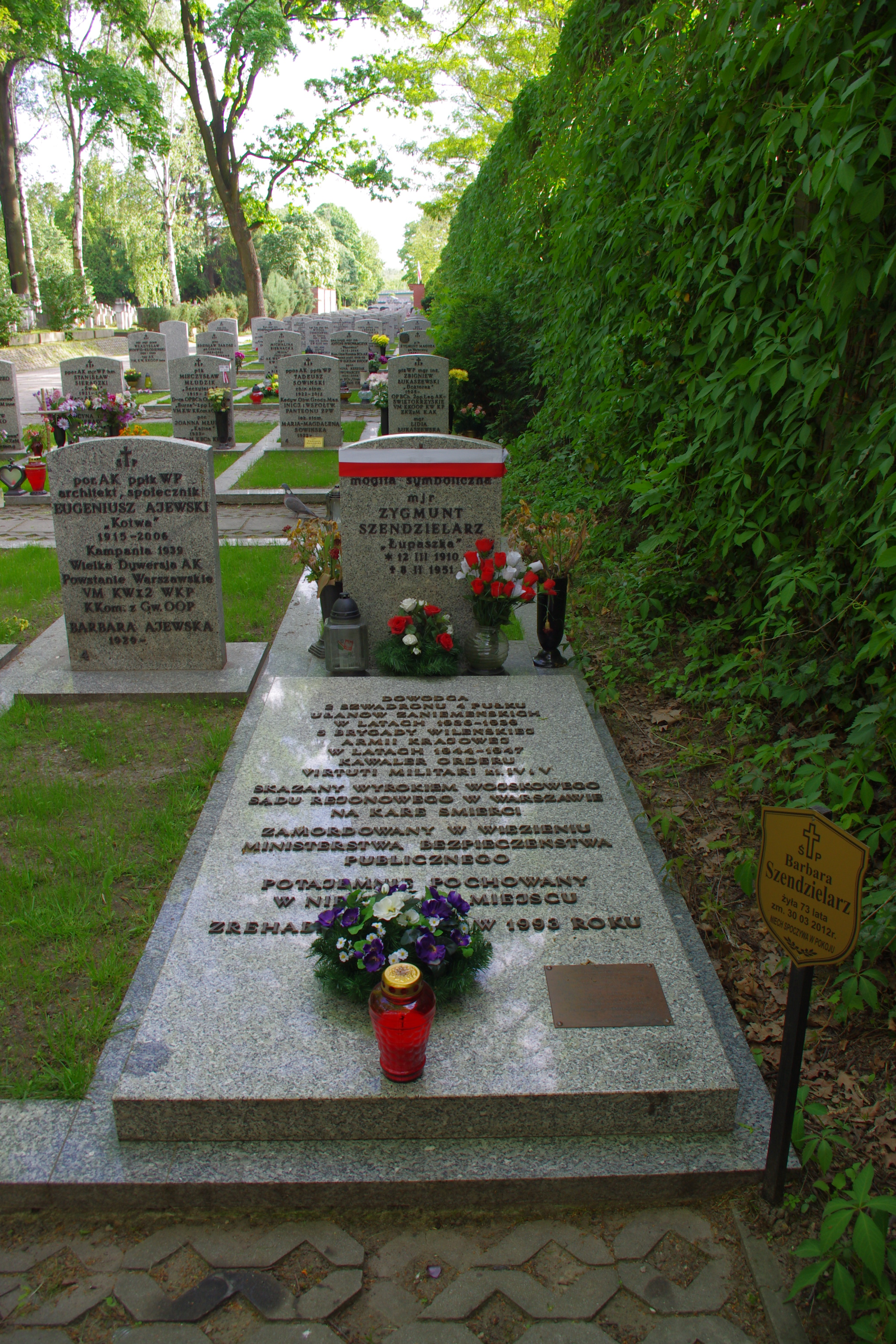
Grób symboliczny majora Zygmunta Szendzielarza ps. „Łupaszka” na Wojskowych Powązkach w Warszawie

Publicystyka i historiografia okresu PRL przedstawiała negatywnie obraz „Łupaszki”. Oddziałowi „Łupaszki” zarzuca się akty zabójstw dokonanych na obszarze Białostocczyzny i Podlasia (m.in. w Narewce, Wilukach, Potoce i Ciechanowcu). O Zygmuncie Szendzielarzu wspominał też Józef Światło podczas swoich wystąpień w Radiu Wolna Europa. Fałszywe oskarżenia Szendzielarza powtarzano przez cały okres PRL. Postać „Łupaszki” została wykorzystana przez Władysława Gomułkę w 1968 roku, podczas tzw. wypadków marcowych, gdy w publicznym przemówieniu atakował Pawła Jasienicę (Leona Lecha Beynara) – adiutanta majora Szendzielarza z okresu białostockiego.
Pozytywne informacje o nim i jego żołnierzach zamieszczane były tylko w publikacjach emigracyjnych, np. paryskich „Zeszytach Historycznych” czy „Przeglądzie Kawalerii i Broni Pancernej”. Tam też jedynie mogli się wypowiadać byli jego podkomendni. Dopiero po roku 1989 zaczęły powstawać rzetelne prace historyczne ukazujące postać „Łupaszki” i jego skomplikowane dzieje. Nadal jednak podejmuje się temat zbrodni, jakich mieli dokonywać podkomendni Szendzielarza na polskiej, białoruskiej i żydowskiej ludności cywilnej, dyskutowana jest też kwestia jego odpowiedzialności.
1 października 1993 roku orzeczeniem Wojskowego Sądu Rejonowego w Warszawie została unieważniona większość ciążących na Szendzielarzu wyroków śmierci, a 10 grudnia w wyniku apelacji do Sądu Najwyższego reszta tych wyroków. W 2006 roku Sejm RP uczcił rocznicę śmierci „Łupaszki”, przyjmując w tej sprawie specjalną uchwałę. 30 czerwca 2008 roku odbył się uroczysty, symboliczny pogrzeb Szendzielarza na Cmentarzu Wojskowym na Powązkach w Warszawie. Tablica upamiętniająca znajduje się w Kwaterze „Na Łączce” tego cmentarza.

## Poszukiwania grobu, ekshumacja, identyfikacja, uroczysty pogrzeb państwowy

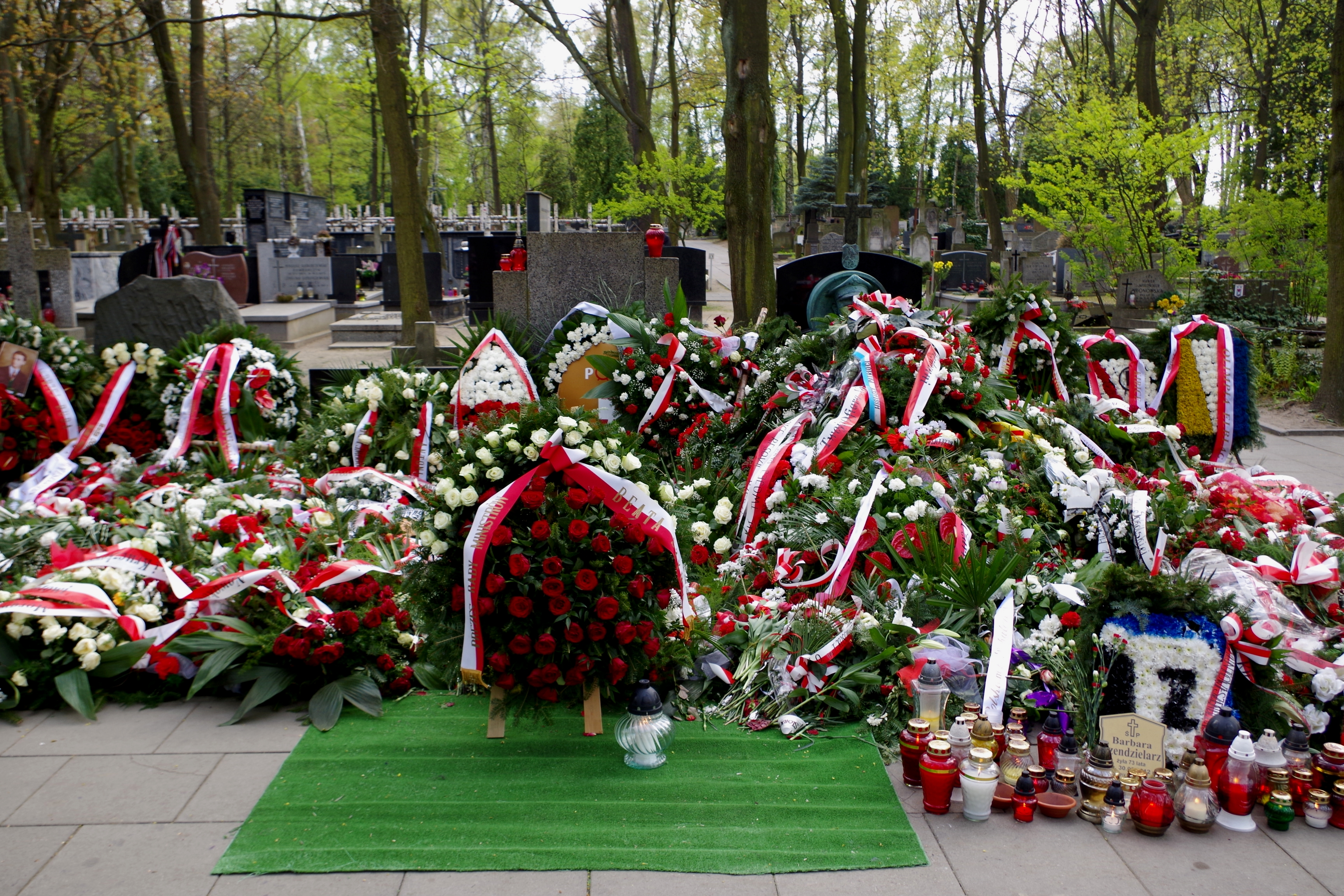
Grób płk. Zygmunta Szendzielarza i jego córki Barbary tuż po ponownym pogrzebie na Cmentarzu Wojskowym na Powązkach w Warszawie

Trwające kilkadziesiąt lat poszukiwania miejsca spoczynku ofiary komunistycznego mordu zostały uwieńczone sukcesem. Wiosną 2013 r. badacze Instytutu Pamięci Narodowej odkryli i zabezpieczyli jego szczątki podczas prac ekshumacyjnych na terenie Kwatery na Łączce, na warszawskich Powązkach. W jednej jamie grobowej zwłoki majora znajdowały się razem z jego bliskimi współpracownikami: dowódcą podpułkownikiem Antonim Olechnowiczem, kapitanem Henrykiem Borowskim i porucznikiem Lucjanem Minkiewiczem. Nad miejscem ich spoczynku przebiegała wybudowana w latach sześćdziesiątych droga. Identyfikacji dokonali specjaliści z Pomorskiego Uniwersytetu Medycznego w ramach Polskiej Bazy Genetycznej Ofiar Totalitaryzmów, o czym Rada Ochrony Pamięci Walk i Męczeństwa, Pomorski Uniwersytet Medyczny w Szczecinie i Instytut Pamięci Narodowej poinformowały podczas konferencji prasowej 22 sierpnia 2013 r.
Na wniosek rodziny, organizacją pogrzebu zajęła się Fundacja Niezłomni im. Zygmunta Szendzielarza „Łupaszki”. Jego uroczysty pogrzeb państwowy z udziałem prezydenta RP Andrzeja Dudy i ministra obrony narodowej Antoniego Macierewicza odbył się 24 kwietnia 2016 na Cmentarzu Wojskowym na Powązkach. Został pochowany z honorami wojskowymi w grobie rodzinnym, razem ze zmarłą w 2012 córką, Barbarą Szendzielarz (kwatera A18 rząd 1 miejsce 30).

## Odznaczenia
Za udział w wojnie obronnej 1939 roku został odznaczony Krzyżem Virtuti Militari V klasy. W styczniu 1944 roku Szendzielarz został odznaczony Krzyżem Walecznych przez Komendanta Okręgu, płk. Aleksandra Krzyżanowskiego ps. „Wilk”. 25 czerwca 1988 roku prezydent Polski na Uchodźstwie w uznaniu wybitnych czynów w czasie wojny nadał mjr. Szendzielarzowi Krzyż Złoty Orderu Virtuti Militari.
Pośmiertnie, postanowieniem prezydenta RP Lecha Kaczyńskiego z 9 listopada 2007, „za wybitne zasługi dla niepodległości Rzeczypospolitej Polskiej” został, wraz z dwoma innymi „żołnierzami wyklętymi” – Kazimierzem Kamieńskim i Władysławem Łukasiukiem, odznaczony Krzyżem Wielkim Orderu Odrodzenia Polski, a przekazanie orderów odbyło się 11 listopada tego samego roku w czasie uroczystości z okazji Narodowego Święta Niepodległości.

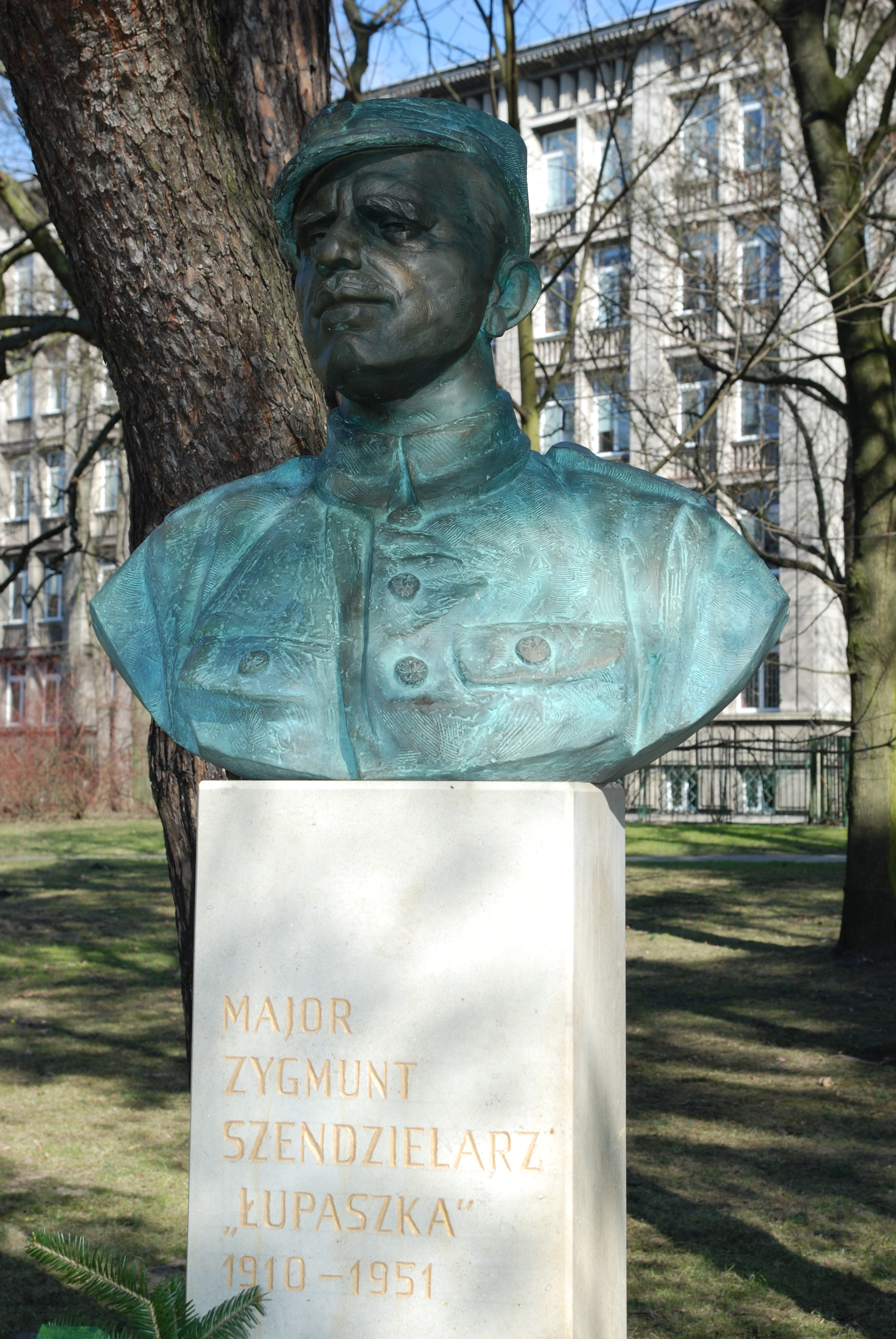
Popiersie Zygmunta Szendzielarza w parku im. Henryka Jordana w Krakowie

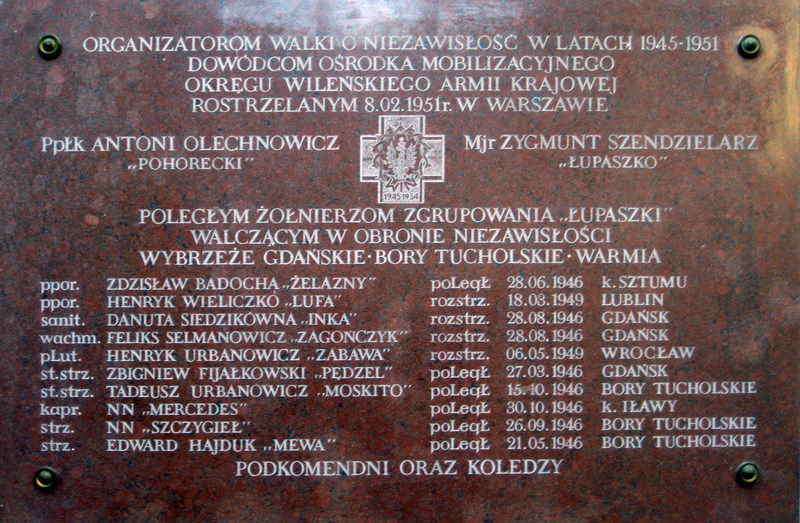
Tablica pamiątkowa oddziału Łupaszki w gdańskiej katedrze

Pośmiertnie awansowany na stopień podpułkownika 29 lutego 2016, a 24 kwietnia 2016, w dzień pogrzebu, na stopień pułkownika.

## Upamiętnienie
Filmy dokumentalne
- Łupaszko, dwuczęściowy film dokumentalny, prod. TVP, Warszawa 2000, scenariusz i reżyseria: Mariusz Pietrowski[54]
- Z archiwum IPN – Łupaszka, film dokumentalny, scenariusz: Tadeusz Doroszuk i Adam Sikorski, reżyseria: Adam Sikorski[55]

Inne
- 1 października 2011 roku w Zajezierzu odsłonięto tablicę upamiętniającą pobyt majora Łupaszki zimą 1944–1945 roku. 14 października 2012 roku w Koszalinie odsłonięto tablicę z nazwą ronda, którego patronem jest major Zygmunt Szendzielarz „Łupaszka”[56].
- W 2012 radni Szczecina podjęli uchwałę o nazwaniu ronda u zbiegu ulic Struga, Pomorskiej i Zwierzynieckiej w dzielnicy Prawobrzeże imieniem majora „Łupaszki”; faktycznie nowa nazwa funkcjonuje od 27 września 2013[57].
- Wokalista hip-hopowy Tadek na solowym albumie Niewygodna prawda II. Burza 2014 z 2014 wydał utwór pt. „Major Łupaszko cz. 1" poświęcony majorowi Zygmuntowi Szendzielarzowi[58].
- 1 marca 2015 roku uroczyście odsłonięto popiersie majora w Parku im. Henryka Jordana w Krakowie.
- Decyzją Ministra Obrony Narodowej stacjonujący w Lidzbarku Warmińskim 9. Warmiński Pułk Rozpoznawczy przyjął imię mjr. Szendzielarza „Łupaszki” i kultywuje tradycje Pułku 4. Ułanów Zaniemeńskich, w którym ten oficer dowodził szwadronem we wrześniu 1939 r., oraz 5 Wileńskiej Brygady AK, której był dowódcą.
- Wizerunek Zygmunta Szendzielarza znalazł się na wydanym w 2016 r. przez Pocztę Polską z okazji Narodowego Dnia Pamięci „Żołnierzy Wyklętych” znaczku pocztowym[59].
- We wrześniu 2016 roku przyjęto uchwałę o nazwaniu ronda na skrzyżowaniu ulic Grunwaldzkiej i Podklasztornej w Kielcach imieniem majora "Łupaszki"[60].
- 19 listopada 2016 roku odsłonięto popiersie mjr. „Łupaszki” w Głogowie przy Pomniku Podziemia Niepodległościowego.
- Ulice nazwane imieniem Zygmunta Szendzielarza znajdują się w: Białymstoku, Krakowie, Łodzi, Opolu.
- W 2024 r. Narodowy Bank Polski wydał upamiętniającą Łupaszkę srebrną monetę kolekcjonerską o nominale 10 złotych należącą do serii „Wyklęci przez komunistów żołnierze niezłomni”[61].